# Eli Junior Kroupi
Eli Junior Eric Anat Kroupi (Lorient, 23 juni 2006) is een Frans-Ivoriaans voetballer die doorgaans speelt als middenvelder. In februari 2025 verruilde hij FC Lorient voor Bournemouth. Hij is de zoon van oud-voetballer Élie Kroupi.

## Clubcarrière
Kroupi begon op zijn zevende te voetballen in de jeugd van FC Lorient. Bij deze club doorliep hij de gehele opleiding en in de zomer van 2022 tekende hij zijn eerste professionele contract. Tijdens het seizoen 2022/23 was hij actief in het tweede elftal. Op 3 juni 2023 mocht de aanvallende middenvelder zijn debuut maken in het eerste elftal. Op die dag werd in de Ligue 1 gespeeld tegen RC Strasbourg. Hij moest van coach Régis Le Bris op de reservebank beginnen en hij viel zeven minuten voor het einde van de reguliere speeltijd in voor Romain Faivre, die twee keer had gescoord. Door een tegentreffer van Jean-Ricner Bellegarde werd het uiteindelijk 2–1. Met zijn invalbeurt werd Kroupi de jongste speler in de clubgeschiedenis, een record wat tot dan toe in handen was van Mattéo Guendouzi.
Kroupi tekende op 22 augustus 2023 een nieuw contract bij FC Lorient, tot medio 2026. Een maand en een dag later maakte hij zijn eerste doelpunt, toen met 5–3 verloren werd van FC Nantes. Met zijn treffer werd Kroupi de jongste doelpuntenmaker in de clubgeschiedenis, wat tot op dat moment André Ayew was.
Aan het einde van het seizoen 2023/24 degradeerde FC Lorient naar de Ligue 2. Op dat niveau maakte Kroupi negen doelpunten in de eerste helft van de jaargang. Hierop nam Bournemouth hem in februari 2025 over voor een bedrag van circa dertien miljoen euro en hij zette zijn handtekening onder een verbintenis voor de duur van vijfenhalf jaar. Wel mocht hij het seizoen afmaken bij Lorient.

## Clubstatistieken
| Seizoen | Club         | Competitie     | Competitie | Competitie | Beker | Beker | Internationaal | Internationaal | Totaal | Totaal |
| Seizoen | Club         | Competitie     | Wed.       | Dlp.       | Wed.  | Dlp.  | Wed.           | Dlp.           | Wed.   | Dlp.   |
| ------- | ------------ | -------------- | ---------- | ---------- | ----- | ----- | -------------- | -------------- | ------ | ------ |
| 2022/23 | FC Lorient   | Ligue 1        | 1          | 0          | 0     | 0     | —              | —              | 0      | 0      |
| 2023/24 | FC Lorient   | Ligue 1        | 30         | 5          | 1     | 0     | —              | —              | 31     | 5      |
| 2024/25 | FC Lorient   | Ligue 2        | 17         | 9          | 2     | 1     | —              | —              | 19     | 10     |
| 2024/25 | Bournemouth  | Premier League | —          | —          | —     | —     | —              | —              | —      | —      |
| 2024/25 | → FC Lorient | Ligue 2        | 1          | 0          | 0     | 0     | —              | —              | 1      | 0      |
| Totaal  | Totaal       | Totaal         | 49         | 14         | 3     | 1     | 0              | 0              | 52     | 15     |

Bijgewerkt op 12 februari 2025.